# 馬印

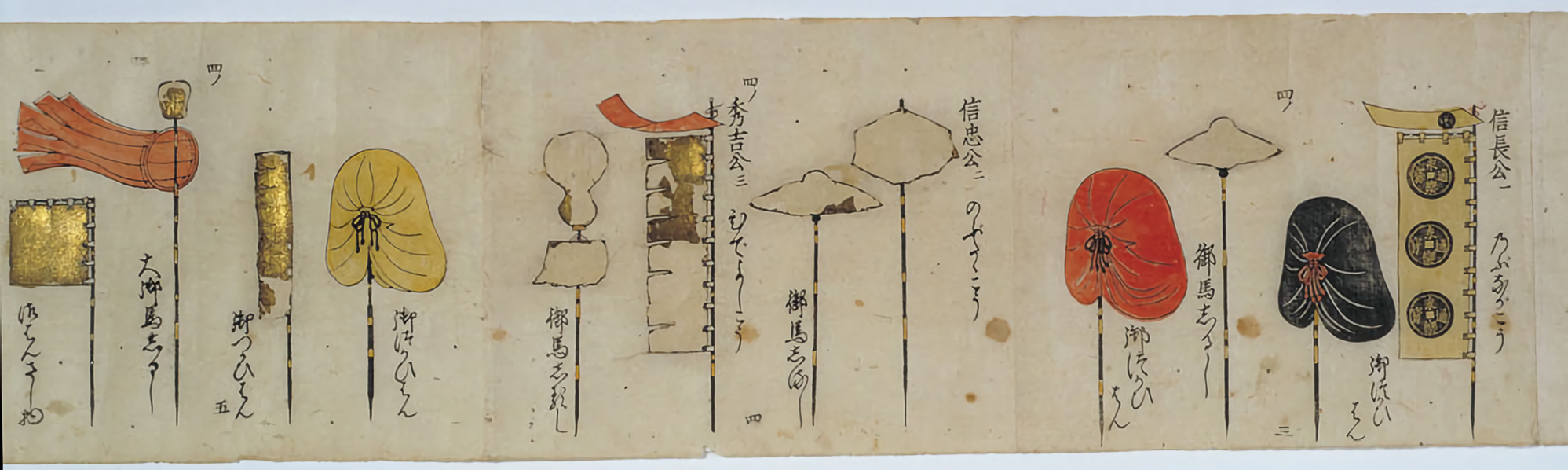
右起第3個馬印爲織田信長的馬印，第11個爲豐臣秀吉的大馬印，第8個爲豐臣秀吉的小馬印

馬印（日语：／ Umajirushi */?），爲一種過去日本用於在戰場上表徵大名或具有同等地位的軍事將領的大旗。

## 簡介
馬印的起源可追溯到日本戰國時代。儘管不少馬印都只是和插物、旗印無甚區別的樸素大旗，但大部分的馬印都是三維圖形。後者的形狀更像風箏，可呈現鐘、鑼、傘，或拖纜的形狀。
儘管馬印形式多樣，但它們都可以歸入兩類之中：大馬印和小馬印。較弱小的大名只擁有小馬印，而強大的大名則兩種都有。1645年，江戶幕府規定，石高高於1300石或在1300石左右的大名可擁有小馬印，石高超過6000石的大名可同時擁有大小兩種馬印。

## 功能
在日本戰國時代，大馬印是在作戰時行動的核心，它能使得友方軍隊行動有序，並鼓舞友方的士氣，而因其相當顯眼，它同樣也會引起敵方士兵的注意。因此，舉馬印一般說也是戰場上最危險的差事。有時，舉馬印的旗手會把馬印綁在他腰帶上的一個皮革圈上。如果馬印特別大的話，那麼旗手就會把它牢牢地固定到一個背上的承載框架上。舉馬印的旗手往往會被給予繩子——繩子可以在他奔跑時或者起風時用來穩定馬印。
1650年，一個叫久安的僧人編成了一本名爲《紋章大全》（おまじるし，O Uma Jirushi）的書。該書對他所在的那個時代的紋章進行詳細地呈現。該書收錄戰國時代風雲人物們幾乎全部的紋章，其中就包括馬印。該書存留至今，至今仍然是研究日本戰國時期的紋章的主要文獻之一。